# Анонимная функция
Анонимная функция в программировании — особый вид функций, которые объявляются в месте использования и не получают уникального идентификатора для доступа к ним. Поддерживаются во многих языках программирования. 
Обычно при создании анонимные функции либо вызываются напрямую, либо ссылка на функцию присваивается переменной, с помощью которой затем можно косвенно вызывать данную функцию. Но в последнем случае анонимная функция получает имя и уже перестаёт быть анонимной. Если анонимная функция ссылается на переменные, не содержащиеся в её теле (захват), то такая функция называется замыканием. Лямбда-выражение — типичная для многих языков синтаксическая конструкция для определения анонимной функции.

## Синтаксис
Синтаксис записи анонимных функций для различных языков программирования в большинстве случаев сильно различается.
| Язык                   | Пример записи сложения |
| ---------------------- | --- |
| AS3                    | function(x:int, y:int):int{return x + y;} |
| C#                     | (x,y) => x+y |
| C++                    | Введены в C++11. Обязательно должны присутствовать захват и тело. Полная форма: [захват](параметры)mutable исключения атрибуты->возвращаемый_тип{тело} Пример: [](int x, int y){ return x + y; } В C++14 была добавлена возможность использовать лямбда-функции с auto: auto lambda = [](auto x, auto y) {return x + y;}; Анонимная функция может захватывать как отдельные переменные, например:int a; auto f = [a](){return a;} так и все внешние переменные: по ссылке [&] или с помощью копии [=]. Также можно комбинировать эти подходы: например, все переменные захватить по ссылке, а определённые параметры по копии. Чтобы иметь возможность модифицировать переменные, захваченные по значению, нужно указать ключевое слово mutable при объявлении функции. В C++14 добавлена возможность инициализации переменных лямбды в захвате. Например: [a = std::string{}](){return a;} |
| CoffeeScript           | (x, y) -> x + y |
| D                      | // короткая форма записи с автовыводом типов auto a = ((x, y) => x + y)(2, 3); // длинная форма записи (блок с фигурными скобками) с автовыводом типов auto aa = (x, y) { return x + y; }(2, 3); // автоопределение компилятором типа анонимной функции: функция или делегат auto b = (int x, int y) => x + y; auto bb = (int x, int y) { return x + y; }; // функции не имеют доступа к внешним переменным auto c = function(int x, int y) => x + y; auto cc = function(int x, int y) { return x + y; }; // делегаты имеют доступ к внешним переменным auto d = delegate(int x, int y) => x + y; auto dd = delegate(int x, int y) { return x + y; }; // делегат, принимающий переменную типа int и возвращающий значение типа double auto f = delegate double(int x) { return 5.0 / x; }; |
| Delphi (c 2009 версии) | function(x, y: integer): integer begin result := x+y; end; |
| Erlang                 | fun(X,Y)->X+Y end |
| GNU Octave             | @(x,y)x+y |
| Go                     | Z := func() int { return X + Y }() |
| Groovy                 | {x, y -> x + y} |
| Haskell                | \x y -> x + y |
| Java (с версии 8)      | // with no parameter () -> System.out.println("Hello, world."); // with a single parameter (This example is an identity function). a -> a //with a single expression (a, b) -> a + b // with explicit type information (Long id, String name) -> "id: " + id + ", name:" + name // with a code block (a, b) -> {return a + b;} // with multiple statements in the lambda body. It requires a code block. // This example also includes a nested lambda expression as well as a closure. (id, newPrice) -> { Optional<Product> mayBeProduct = findProduct(id); mayBeProduct.ifPresent(product -> product.setPrice(newPrice)); return mayBeProduct.get(); } |
| JavaScript             | Стрелочная функция (arrow function expression) всегда объявляется без имени. Стрелочные функции добавлены в стандарт ECMAScript 6 (также известном как ECMAScript 2015). // Стрелочная функция. ES6+ (ES2015+) (x, y) => x + y; Объявление функции через выражение функции (function expression) без указания имени. Впервые такой способ описан в спецификации стандарта ECMAScript 3. // Выражение функции. ES3+ function(x, y) { return x + y } Динамическое создание функции конструктором объекта Function (Function constructor) всегда объявляется без имени. Более короткая запись динамического создания функции — вызов функции Function, который автоматически вызывает конструктор Function с теми же параметрами. Эти способы создания функций существуют с самых ранних спецификаций, начиная с ECMAScript первой редакции. // Динамическое создание функции конструктором Function. ES1+ new Function('x', 'y', 'return x + y') // Более короткая запись. ES1+ Function('x', 'y', 'return x + y') |
| Lua                    | function(x,y) return x+y end |
| Maple                  | (x, y) -> x + y |
| Mathematica            | #1+#2& или Function[#1+#2] или Function[{x,y},x+y] |
| MATLAB                 | f=@(x,y) x+y |
| Maxima                 | lambda([x,y], x+y) |
| Nim                    | proc(x,y: int): int = x*y |
| PascalABC.NET          | (x, y) -> x + y |
| Perl                   | sub { return $_[0] + $_[1] } |
| PHP                    | // PHP 7.4+ fn($x, $y) => $x + $y; Стрелочные функции (Arrow Functions) добавлены в PHP 7.4. // PHP 5.3+ function($x, $y) use ($a, &$b) { return $x + $y; } Здесь $a, $b — захваченные переменные, при этом переменная $b ещё и замкнутая. // PHP 4.0.1+ create_function('$x, $y', 'return $x + $y;') Создание анонимной функции с помощью функции create_function. Такой способ объявлен устаревшим, начиная с PHP 7.2.0. |
| PowerShell             | { param($x, $y) $x + $y } |
| Python                 | lambda х, у: х+у |
| R                      | function(x,y) x+y |
| Ruby                   | lambda { \|x, y\| x + y } |
| Rust                   | \| x: i32, y: i32 \| x + y |
| Scala                  | Без указания контекста надо указывать тип переменных: (x: Int, y: Int) => x + y Но в местах, где тип может быть выведен, можно использовать сокращенные формы: (1 to 100) reduce ((a, b) => a+b) Или ещё короче, с использованием автоподстановок '_': (1 to 100) reduce (_ + _) |
| Scheme, Common Lisp    | (lambda (x y) (+ x y)) |
| SML                    | fn (x, y) => x + y |
| Swift                  | // 1 вариант let f: (Int, Int) -> Int = { x, y in return x + y } // 2 вариант let f: (Int, Int) -> Int = { x, y in x + y } /* С сокращенными именами параметров */ // 1 вариант let f: (Int, Int) -> Int = { return $0 + $1 } // 2 вариант let f: (Int, Int) -> Int = { $0 + $1 } |
| TypeScript             | // Стрелочная функция (arrow function expression) всегда объявляется без имени (x, y) => x + y // Выражение функции (function expression) без имени function(x, y) { return x + y } // Динамическое создание функции // конструктором объекта Function (Function constructor) // всегда объявляется без имени new Function('x', 'y', 'return x + y') // Более короткая запись динамического создания функции. // Вызов функции Function автоматически вызывает // конструктор Function с теми же параметрами Function('x', 'y', 'return x + y') |
| Visual Prolog          | {(X,Y)=X+Y} |